# Floridobolus penneri
Floridobolus penneri är en mångfotingart som beskrevs av Ottis Robert Causey 1957. Floridobolus penneri ingår i släktet Floridobolus och familjen Floridobolidae. Inga underarter finns listade i Catalogue of Life.